# 昭和大橋 (群馬県)
昭和大橋（しょうわおおはし）は、群馬県高崎市萩原町と前橋市公田町の間にある利根川に架かる群馬県道27号高崎駒形線にある道路橋である。

## 歴史
1972年（昭和47年）にこの橋が開通するまで、橋の上流側に「公田の渡し」と呼ばれる前橋市内最後の渡船が運行しており、その旨が橋に掲示されている。3径間の鋼連続箱桁橋である。当初は2車線での供用だったが、1983年（昭和58年）度着工され、1986年（昭和61年）12月に上流側に駒形行方面専用の新橋が竣工して4車線での供用となっている。橋長は205 mで幅員は車道7.5 m、歩道2.0 m、最大支間長は78.0 m（支間割63.0 m＋78.0 m＋63.0 m）の3径間鋼連続箱桁橋である。施工会社は川崎重工業、栗本鐵工所、住友重機械工業である。なお、下流の羽生市には類似名称の昭和橋が架かる。

## 周辺
橋の上流側には「実正の渡し」（現、南部大橋）、下流側には「福島の渡し」（現、福島橋）が存在していた。
- 佐川急便群馬店
- 祝昌第二保育園
- 徳蔵寺
- 乗明院
- 諏訪神社
- 八幡神社
- 熊野神社

## 隣の橋
- 利根川

平成大橋 - 南部大橋 - 昭和大橋 - 横手大橋 - 北関東自動車道